# Martha Higareda
Martha Elba Guadalupe Higareda Cervantes (Villahermosa, 24 de agosto de 1983) é uma atriz, produtora e roteirista mexicana.